# Cornelia Meusburger
Cornelia Meusburger (3 maggio 1972) è un'ex sciatrice alpina austriaca.

## Biografia
La Meusburger, polivalente originaria di Bezau, debuttò in campo internazionale in occasione dei Mondiali juniores di Geilo/Hemsedal 1991, dove vinse la medaglia d'oro nella combinata e quella d'argento nella discesa libera; in Coppa del Mondo ottenne il primo piazzamento il 26 novembre 1993 a Santa Caterina Valfurva in slalom gigante quando arrivò 17ª: tale risultato sarebbe rimasto il migliore della Meusburger nel massimo circuito internazionale. In Coppa Europa conquistò l'ultima vittoria il 19 gennaio 1996 a Krompachy/Plejsy in slalom gigante e l'ultimo podio il 9 febbraio successivo a Pra Loup in supergigante (2ª); prese per l'ultima volta il via in Coppa del Mondo il 4 febbraio 1996 a Val-d'Isère in supergigante (38ª) e si ritirò al termine della stagione 1996-1997: la sua ultima gara fu lo slalom gigante dei Campionati austriaci juniores 1996, disputato l'8 marzo a Bregenzerwald. Non prese parte a rassegne olimpiche o iridate. Anche suo marito Christian Greber era uno sciatore, così come il figlio Jakob Greber.

## Palmarès

### Mondiali juniores
- 2 medaglie:
  - 1 oro (combinata a Geilo/Hemsedal 1991)
  - 1 argento (discesa libera a Geilo/Hemsedal 1991)

### Coppa del Mondo
- Miglior piazzamento in classifica generale: 90ª nel 1994

### Coppa Europa
- Miglior piazzamento in classifica generale: 3ª nel 1996
- 3 podi (dati dalla stagione 1994-1995):
  - 1 vittoria
  - 2 secondi posti

#### Coppa Europa - vittorie
| Data            | Località         | Paese      | Specialità |
| --------------- | ---------------- | ---------- | ---------- |
| 19 gennaio 1996 | Krompachy/Plejsy | Slovacchia | GS         |

Legenda:

GS = slalom gigante

### Campionati austriaci
- 9 medaglie[1]:
  - 4 ori (combinata nel 1991; slalom gigante nel 1992; combinata nel 1994; combinata nel 1995)
  - 4 argenti (discesa libera nel 1992; supergigante, combinata nel 1993; supergigante nel 1996)
  - 1 bronzo (combinata nel 1992)